# برج كوالالمبور
برج كوالالمبور (بالإنجليزية: Kuala Lumpur Tower)‏ أو منارة كوالالمبور (بالإنجليزية: Menara Kuala Lumpur)‏، ويُعرف أيضا باسم بُرج كي إل (بالإنجليزية: KL Tower)‏ وكي إل 421 (بالإنجليزية: KL421)‏، هو بُرج اتصالات يقع في كوالالمبور عاصمة ماليزيا. يتألف البُرج من 15 طابقا، ويبلغ طوله 420.7 مترا، بحيث يُصنف سابع أطول برج في العالم، كما أنه أطول برج في ماليزيا ومنطقة جنوب شرق آسيا. انتهت أشغال بناء البُرج في 1 مارس 1995، وافتُتح في 1 أكتوبر 1996. يتوفر البُرج على هوائي ودرج ومصعد يُمكن من الوصول للمنطقة العلوية، كما يحتوي أيضا مطعما دوارا يُمكن رُواده من إطلالة بانورامية على المدينة.
يحتضن البُرج سنويًا سباقا يتنافس خلاله المشاركون على صعود الدرج إلى القمة. كما ويُستغل البرج أيضًا كمرصد فلكي لمُراقبة هلال أشهر السنة الهجرية وتحديد مواقيت عيدي الفطر والأضحى.

## تاريخ
أشرف رئيس الوزراء الماليزي الأسبق مهاتير محمد على وضع حجر أساس مشروع برج كوالالمبور في 1 أكتوبر 1991، وقد امتدت عملية بناء البرج على ثلاث مراحل.
تم خلال المرحلة الأولى توسعة طريق جالان بوكيت ناناس [الإنجليزية] وحفر ونقل الأتربة من موقع البناء. انتُهي من هذه المرحلة في 1 أغسطس 1992.
في 1 يوليو 1992، بدأت المرحلة الثانية ببناء الأساس والطابق السفلي للبرج. وقد تم صب ما يقرب من 50 ألف متر مُكعب من الخرسانة بشكل مستمر لمُدة 31 ساعة، مما مثل رقماً قياسياً في صناعة البناء الماليزية. انتهت هذه المرحلة في 1 أبريل 1993.
انطلقت المرحلة الثالثة من بناء البُرج في مايو 1994، تم خلالها استكمال بناء كافة مرافق البرج من الأسفل للأعلى.
زُينت الردهة الرئيسية بالطابق الأرضي العلوي للبُرج بقباب مكسوة بالزجاج تتلألأ مثل ألماسات عملاقة. وقد صُممت هذه القباب على شكل مقرنصات على يد حرفيين إيرانيين من أصفهان.
في 13 سبتمبر 1994، افتتح رئيس الوزراء مهاتير محمد عملية تركيب الهوائي أعلى البرج، وبذلك يكون الارتفاع النهائي للبرج قد وصل 421 مترًا فوق سطح الأرض. بعد انتهاء جميع الأشغال والترتيبات، افتُتح البُرج أمام العموم في 23 يوليو 1996. وقت اكتماله كان البرج أطول مبنى في ماليزيا، لكن بعد ذلك ب3 سنوات، تجاوزه برجا بتروناس التوأم كأطول مبنى في البلاد.
افتُتح برج كوالالمبور رسميًا على يد رئيس الوزراء آنذاك مهاتير محمد في 1 أكتوبر 1996 على الساعة 20:30 بتوقيت ماليزيا المحلي. وقد كان من بين الضيوف المميزين الذين حضروا مراسيم الافتتاح كُلا من يانغ دي بيرتوان أغونغ وجعفر بن عبد الرحمن وراجا بيرمايسوري آغونغ [الإنجليزية] وتونكو آمبوان ناجيها [الإنجليزية]، إضافة إلى الملكة صالحة والأميرة مريم بنت عبد العزيز.

## الملكية والإدارة
تملك حكومة ماليزيا بُرج كوالالمبور، لكن ومُنذ افتتاحه سنة 1996، تتولى شركة مينارا كوالالمبور تشغيل البرج وصيانته بموجب عقد امتياز، وهذه الأخيرة هي شركة تابعة لشركة اتصالات ماليزيا. في سنة 2011، جُدد العقد بين الطرفين لمدة 10 سنوات قادمة. في سنة 2019، أعلنت شركة مينارا كوالالمبور عن أرباح صافية بلغت 20.9 مليون رينغيت ماليزي، مُقابل إيرادات إجمالية بلغت 65.6 مليون رينغيت ماليزي.
في ديسمبر 2022، انتقل عقد الامتياز الخاص بإدارة البرج لشركة هيدروشوب الخاصة مقابل 3.9 مليون رينغيت ماليزي.
صرحت شركة اتصالات ماليزيا في بيان أنها قررت عدم تجديد عقد الامتياز في أكتوبر 2021، "بسبب التغيير في طبيعة الأعمال في برج كوالالمبور من الاتصالات السلكية واللاسلكية إلى السياحة"، كما قررت الشركة بأن جميع الموظفين الحاليين سيحتفظون بوظائفهم لمُدة ثلاث سنوات بعد هذا الانتقال.
بحسب وزير الاتصالات والرقمية [الإنجليزية] فهمي فضيل [الإنجليزية]، فإنه ابتداء من 31 ديسمبر 2022، ستحصل شركة اتصالات ماليزيا على عقد امتياز البرج، وذلك بموجب "فترة انتقالية ثالثة". وقد طلب إحاطة داخلية من كل من شركة الاتصالات ووزارة الاتصال والرقمية [الإنجليزية]. كما أعلنت لجنة مكافحة الفساد الماليزية [الإنجليزية] عن فتح تحقيق بخصوص فساد مُحتمل فيما يتعلق بهذه القضية، مع استدعاء ثلاثة شهود اعتبارًا من 31 ديسمبر 2022.

## البث
يحظى برج كوالالمبور بعضوية الاتحاد العالمي للأبراج العظيمة (بالإنجليزية: World Federation of Great Towers)‏، ويُستخدم من قبل العديد من الشبكات والشركات لأغراض البث المختلفة. خُصص البرج في الأصل لخدمات البث التلفزيوني فقط، حيث ثُبتت فيه هوائيات راديو أثناء مرحلة البناء. تبث حاليا من هوائيات البرج عدة محطات تلفزيونية أرضية مجانية، هي كالتالي:
- القنوات التلفزية:
  - راديو وتلفزيون ماليزيا  [لغات أخرى]‏
    - TV1 (VHF القتاة 5)
    - TV2 (VHF القناة 8)

  - ميديا بريما
    - إن تي في 7 (UHF القناة 35)

  - Alhijrah Media Corporation  [لغات أخرى]‏
    - TV Alhijrah (UHF القناة 55)
- البث الإذاعي:
  - راديو وتلفزيون ماليزيا  [لغات أخرى]‏
    - Radio Klasik FM (87.7 ميغاهرتز)
    - Nasional FM (88.5 ميغاهرتز)
    - Ai FM (89.3 ميغاهرتز)
    - TraXX FM (90.3 ميغاهرتز)
    - Asyik FM (91.1 ميغاهرتز)
    - Minnal FM (92.3 ميغاهرتز)
    - KL FM (97.2 ميغاهرتز)

تبث من البرج أيضا قناة تلفزيونية خاصة تابعة لشركة ميديا بريما هي قناة إن تيفي 7، وذلك عبر تردد بالغ الارتفاع من هوائي على عُلو 200 متر.
برج كوالالمبور ليس هوائي بث موثوق به للبث الرقمي بشكل كامل، وذلك بسبب أن البرج ليس طويلاً بما يكفي لنقل موجات التردد العالي اللازمة إلى المناطق المُحاطة بالغابات أو المباني الشاهقة. لذلك تم التخطيط لزيادة ارتفاع هوائي البرج ليصل إلى 421 مترًا، بحيث تتم إطالة الهيكل نفسه بمقدار 200 متر، وهو الأمر الذي سيكلف حوالي 4 مليارات رينغيت ماليزي. إضافة لتغطيتها لهذه التكلفة، ستُخصص شركة ميديا بريما 3.5 مليار رينغيت ماليزي لتجديد محطة الإرسال، مما سيُوفر مساحة أكبر بأربعة أضعاف لكل محطة بث. تحد قيود الطيران الحالية في كوالالمبور من أي زيادة في ارتفاع برج كوالالمبور، لكن الشركة أفادت بأنها تُخطط لمُناقشة الأمر مع الوزارات والوكالات ذات الصلة. إذا لم تصل هذه المناقشة لأي جديد، فمن المُتوقع أن يتوقف برج كوالالمبور عن إرسال الموجات التلفزيونية باستثناء ميديا بريما، والتي ستستمر في البث عبر البرج.

## المحطات المُدرجة حسب التردد

### القنوات الإذاعية
- FM 87.7 هرتز – Radio Klasik FM (1 واط)
- FM 88.5 هرتز – Nasional FM (1 واط).
- FM 89.3 هرتز – Ai FM (1 واط)
- FM 90.3 هرتز – TraXX FM (1 واط)
- FM 91.1 هرتز – Asyik FM (1 واط)
- FM 92.3 هرتز – Minnal FM (1 واط)
- FM 97.2 هرتز – KL FM (1 واط)

### القنوات التلفزية
- VHF 5 – TV1 (10 واط/100واط)
- VHF 8 – TV2 (10 واط/100واط)
- UHF 35 – إن تي في 7
- UHF 55 – TV Alhijrah

## حقائق

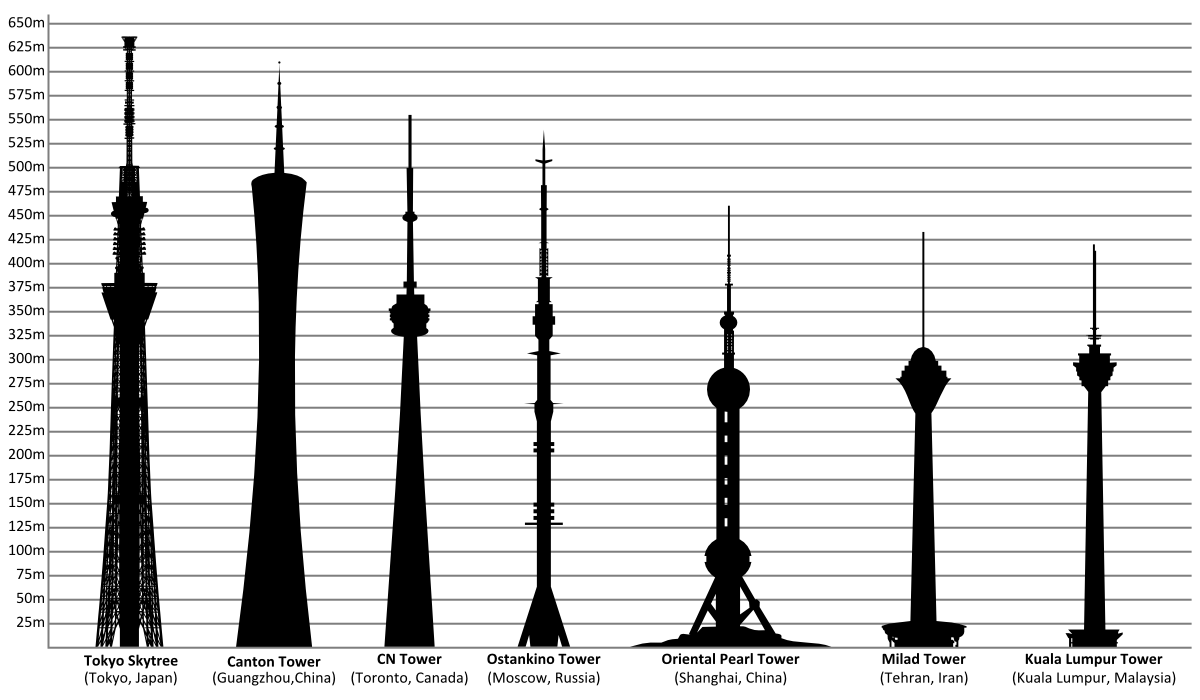
صورة تُوضح أعلى سبعة أبراج اتصالات بالعالم، بحيث برج كوالالمبور هُو سابع هذا الترتيب.

يُعد برج كوالالمبور سابع أطول برج اتصالات في العالم، وذلك بعد كُل من طوكيو سكاي تري في اليابان وبرج كانتون في الصين وبرج سي إن في كندا وبرج أوستانكينو في روسيا وبرج لؤلؤة الشرق في الصين وبرج ميلاد في إيران. كما يُعد البُرج أيضا رمزا للعاصمة الماليزية كوالالمبور.
ينقسم هيكل البرج إلى خمسة أقسام أساسية:
1. تضم القاعدة ثلاثة طوابق سفلية مُخصصة لأغراض السلامة والتخزين وأعمال الصيانة.
2. يضُم المبنى السياحي مكتب الإدارة ومحلات لبيع التذكارات، وممشى يضُم محلات تجارية طوله 146 مترًا، إضافة إلى أحواض سباحة.
3. يتكون عمود البرج من 22 مستوى مع أربعة مصاعد وسلالم بإجمالي 2058 درجة.
4. يحتوي رأس البرج على منصة المراقبة العامة (على ارتفاع 276 م) والمطعم الدوار، بالإضافة إلى محطات الاتصالات والبث.
5. وفي قمة البرج يتواجد هوائي، ويُستخدم في الاتصالات السلكية واللاسلكية وعمليات الإرسال الإذاعية.

خلال فترة بناء برج كوالالمبور، بُني جدار احتياطي حول شجرة تقع بجانب البرج عمرها 100 عام. كما وحصل نقل في موقع بناء البرج كلف 430 ألف رينغيت ماليزي، وذلك لتجنب الإضرار بالشجرة الأثرية الموجودة بالقرب من البرج.

## النقل
يقع البرج في جالان بونكاك (بالإنجليزية: Jalan Puncak)‏، وأقرب محطة نقل سريع له هُما محطة بوكيت ناناس [الإنجليزية] ومحطة دانغ وانغي [الإنجليزية]. يحتوي البُرج أيضًا على موقف خارجي للسيارات والحافلات.

## السياحة
يُمكن برج كوالالمبور السياح من مشاهدة بانورامية للمدينة بزاوية 360 درجة. يستغرق المصعد 54 ثانية فقط للصعود إلى منصة المُراقبة، في حين يستغرق 52 ثانية للنزول.

## معرض صور

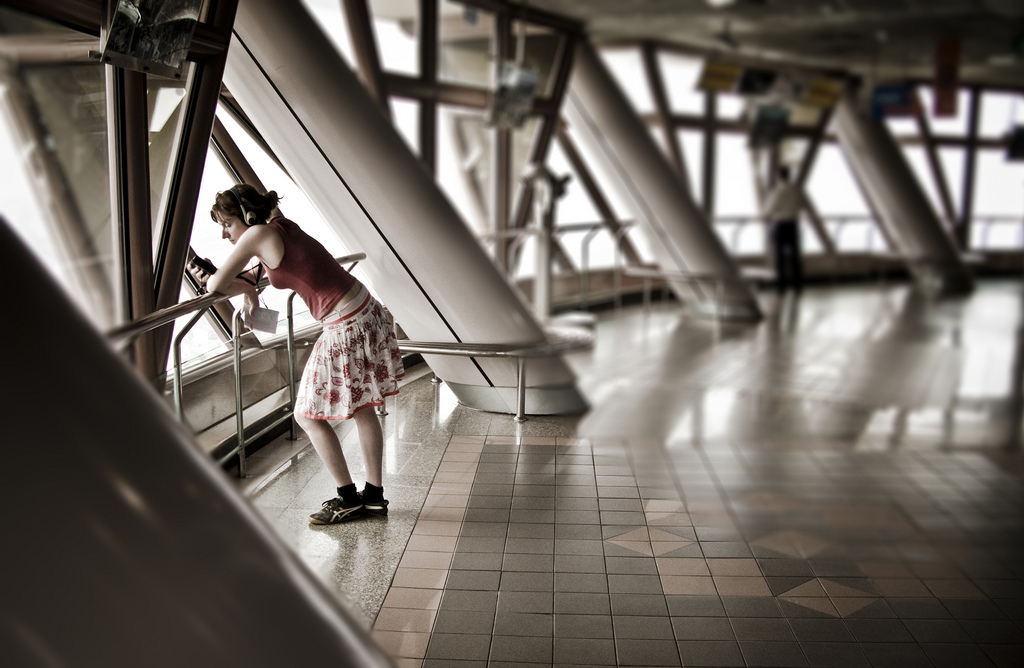
صورة من داخل منصة المراقبة الخاصة بالبرج.
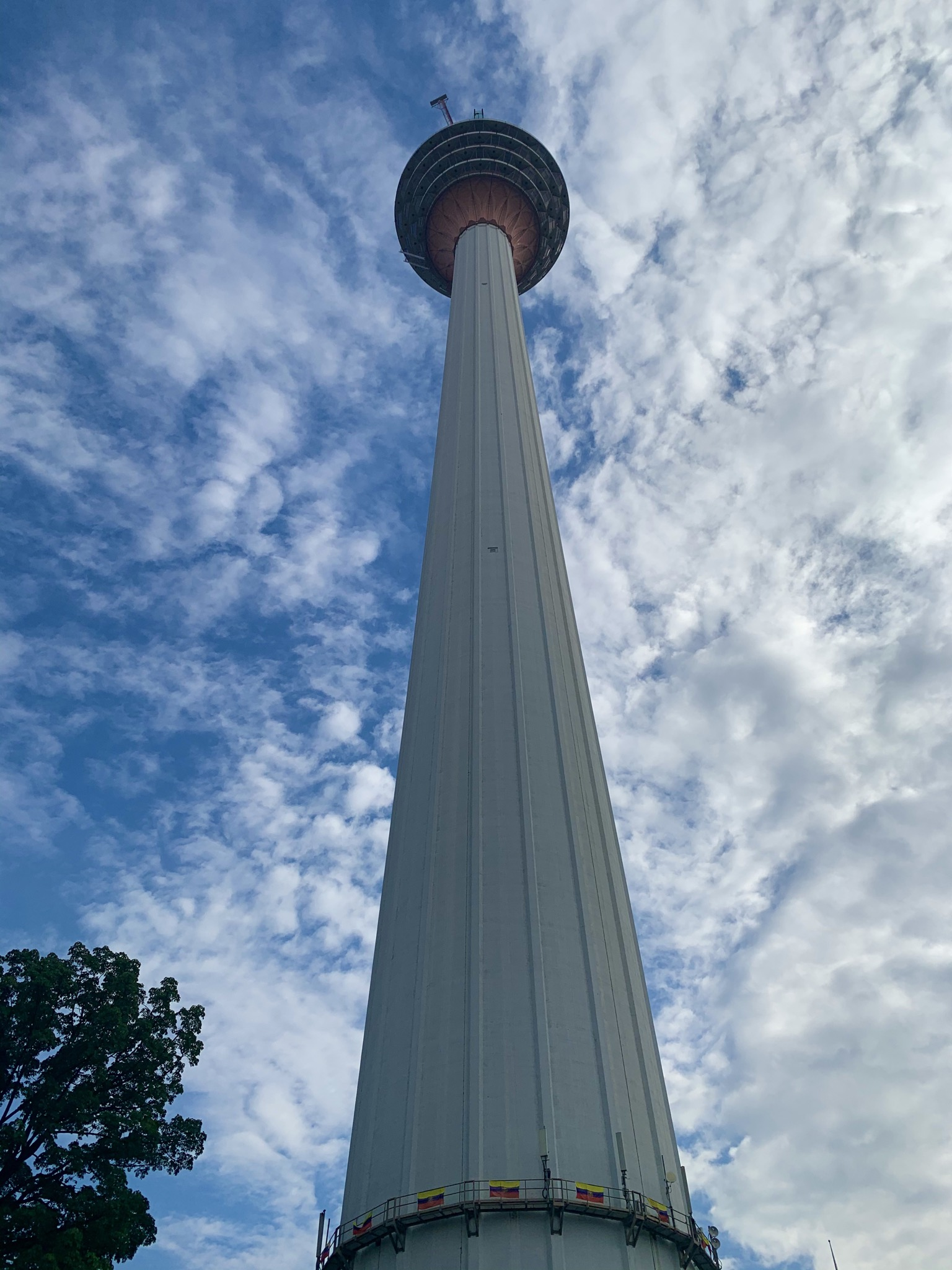
صورة للبُرج من تحت.
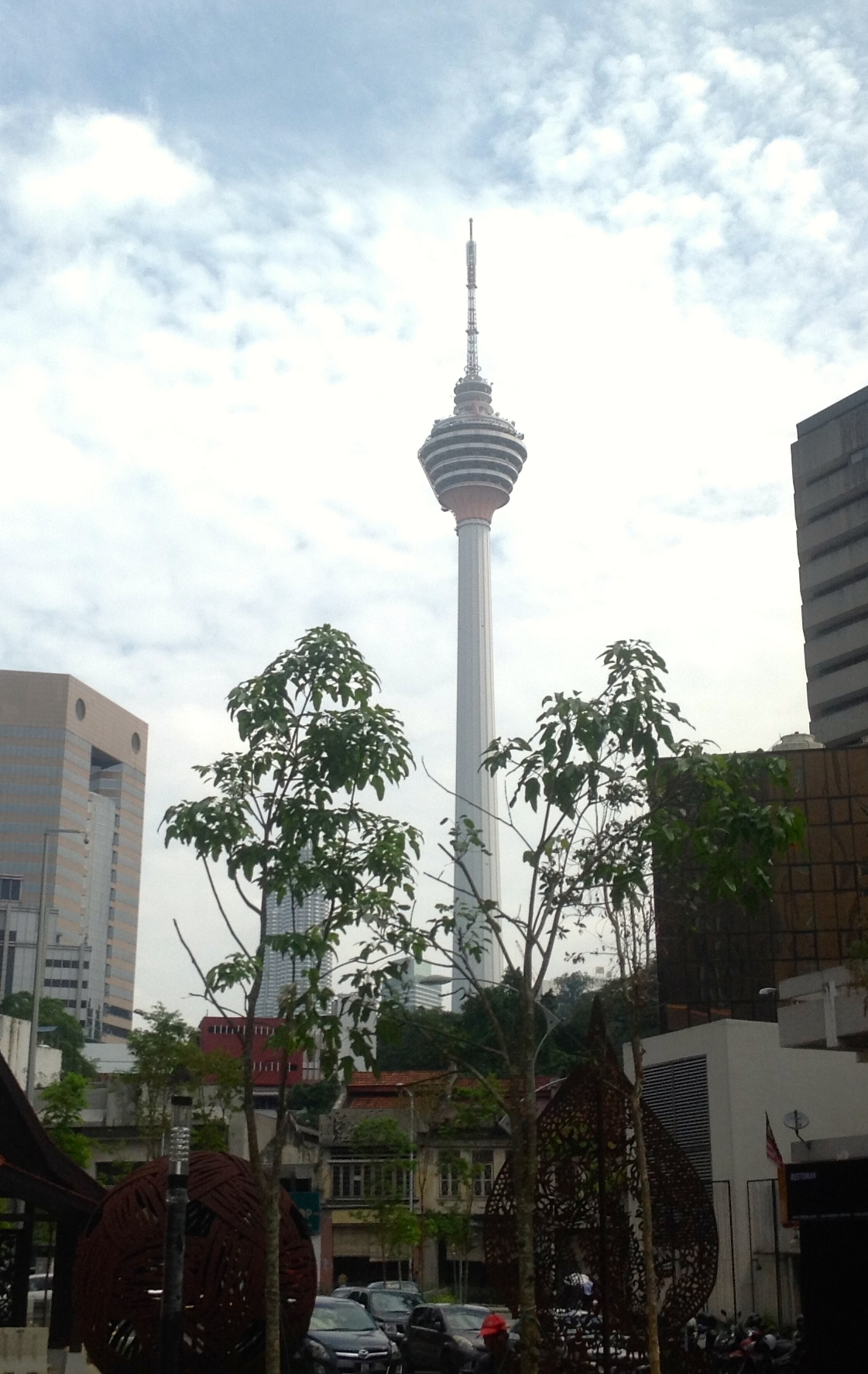
صورة أخرى للبرج.
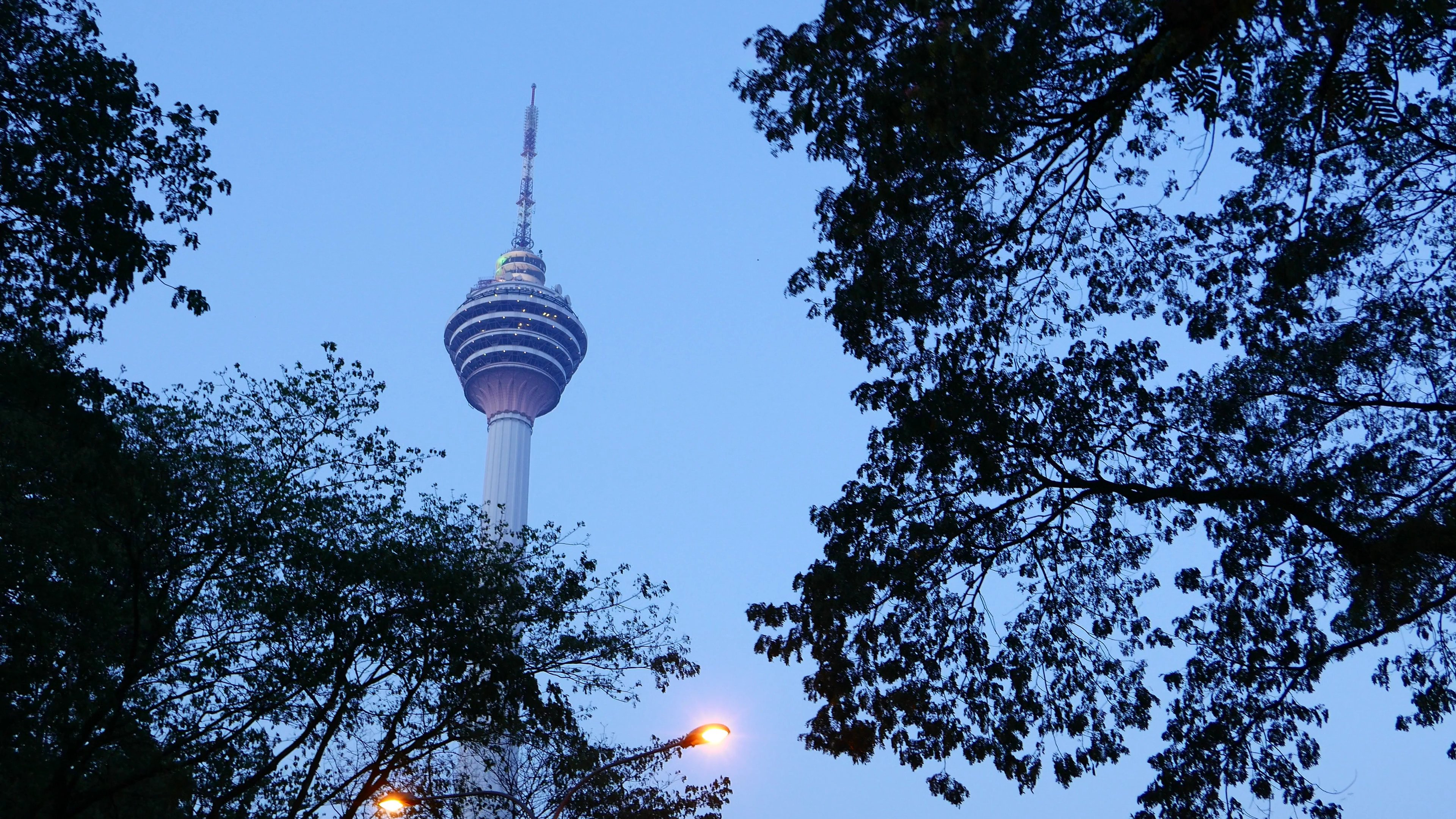
صورة لأعلى البرج خلال الغسق.

## أنظر أيضا
- برجا بتروناس التوأم
- قائمة أطول الأبراج
- برج شتوتغارت للتلفزيون

## وصلات خارجية
- الموقع الرسمي
- برج كوالالمبور  على موقع ستركتر

- صور بالأقمار الاصطناعية للبرج على جوجل ماب
- مُجسم ثلاثي الأبعاد للبُرج على جوجل إيرث نسخة محفوظة 2 نوفمبر 2019 على موقع واي باك مشين.
- معلومات جغرافية متعلقة ببرج كوالالمبور على خريطة الشارع المفتوح